# Ratko Kacijan
Ratko Kacijan, altresì citato come Ratko Kacian (Zara, 18 gennaio 1917 – Zagabria, 18 giugno 1949), è stato un calciatore jugoslavo, croato tra il 1940 ed il 1944, di ruolo attaccante.

## Statistiche

### Cronologia presenze e reti in nazionale

#### Jugoslavia
| Cronologia completa delle presenze e delle reti in nazionale ― Jugoslavia | Cronologia completa delle presenze e delle reti in nazionale ― Jugoslavia | Cronologia completa delle presenze e delle reti in nazionale ― Jugoslavia | Cronologia completa delle presenze e delle reti in nazionale ― Jugoslavia | Cronologia completa delle presenze e delle reti in nazionale ― Jugoslavia | Cronologia completa delle presenze e delle reti in nazionale ― Jugoslavia | Cronologia completa delle presenze e delle reti in nazionale ― Jugoslavia | Cronologia completa delle presenze e delle reti in nazionale ― Jugoslavia |
| Data                                                                      | Città                                                                     | In casa                                                                   | Risultato                                                                 | Ospiti                                                                    | Competizione                                                              | Reti                                                                      | Note                                                                      |
| ------------------------------------------------------------------------- | ------------------------------------------------------------------------- | ------------------------------------------------------------------------- | ------------------------------------------------------------------------- | ------------------------------------------------------------------------- | ------------------------------------------------------------------------- | ------------------------------------------------------------------------- | ------------------------------------------------------------------------- |
| 9-5-1946                                                                  | Praga                                                                     | Cecoslovacchia                                                            | 0 – 2                                                                     | Jugoslavia                                                                | Amichevole                                                                | -                                                                         |                                                                           |
| Totale                                                                    |                                                                           | Presenze                                                                  | 1                                                                         |                                                                           | Reti                                                                      | 0                                                                         |                                                                           |

## Palmarès

### Club
- Campionato jugoslavo: 2

HAŠK Zagabria: 1937-1938
Dinamo Zagabria: 1948
- Campionato croato: 1

Hajduk Spalato: 1940-1941

#### Nazionale
- Argento olimpico: 1

Londra 1948